# أندريه جوزيف لومير
أندريه جوزيف لومير (بالفرنسية: André Joseph Lemaire)‏ هو عسكري فرنسي، ولد في 6 مارس 1738 في Cuincy ‏ في فرنسا، وتوفي في 24 أكتوبر 1802 في دونكيرك في فرنسا.